# Bulgaria Air
A Bulgaria Air (IATA: FB, ICAO: LZB, Hívójel: FLYING BULGARIA) egy bolgár légitársaság. Székhelye Szófia, bázisrepülőtere a Szófiai repülőtér.
A légitársaság 2002-ben alakult, rövid- és középtávú járatokat üzemeltet Európában.

## Géppark

### Jelenlegi típusok
| Repülőgép       | Összesen | Megrendelt | Ülőhelyek száma | Ülőhelyek száma | Ülőhelyek száma | Megjegyzés                |
| Repülőgép       | Összesen | Megrendelt | C               | Y               | Összesen        | Megjegyzés                |
| --------------- | -------- | ---------- | --------------- | --------------- | --------------- | ------------------------- |
| Airbus A319-100 | 2        | —          | 8               | 126             | 134             |                           |
| Airbus A319-100 | 2        | —          | 8               | 132             | 140             |                           |
| Airbus A320-200 | 3        | —          | 0               | 180             | 180             |                           |
| Avro RJ70       | 1        | —          | 26              | 0               | 26              | Business jet konfiguráció |
| Embraer 190     | 4        | —          | 8               | 100             | 108             |                           |
| Összesen        | 10       | —          |                 |                 |                 |                           |

### Korábbi típusok
- ATR 42-300[1][2]
- BAe 146-200[3][4]
- BAe 146-300[3][5]
- Boeing 737-300[3]
- Boeing 737-500[3]